# 阿兰萨·巴斯克斯
阿兰萨·巴斯克斯·蒙塔尼奥（西班牙語：Aranza Vázquez Montaño，2002年8月21日—），墨西哥女子跳水运动员，曾获得2023年世界游泳锦标赛女子1米跳板铜牌，她也曾参加2020年夏季奥林匹克运动会。